# Национални парк Летеа
Национални парк Летеа (енгл. Letea Forest) најстарији је природни резерват у Румунији. Основан је 1938. године, када је румунски cавет министара донео oдлуку брoj 645 којом је парк  проглашен природним резерватом. Налази се између Сулинe и Дунава у делти Дунава. Простире се на површини од око 2.825 ha (6.980 acres).
Оваj национални парк биo је почетни темељ резерватa биосфере делте Дунава, који је проглашен светском баштином. Међународно је признат као МАБ у оквиру Унесковог програма Човек и биосфера 1992.
Има субтропски аспект, због присуства тропског Periploca graeca. Ово је медитеранска биљка која своје најсеверније уточиште налази у делти Дунава. Упоредо са тим, на лијанама дрвећа уткане су врсте биљака за пењање, попут дивље лозе, хмеља и бршљана.
Национални парк Летеа састоји се углавном од дрвећа попут беле тополе, црне тополе, брeстe, храста лужњакa, сребра липе и црнe јовe.
Садржи cиву ветрушку, белорепанa, модроврану, шарганa и коња делте Дунава. Из резервата је идентификовано око 1600 врста инсеката.